# Pápua Új-Guinea az 1976. évi nyári olimpiai játékokon
Pápua Új-Guinea a kanadai Montréalban megrendezett 1976. évi nyári olimpiai játékok egyik részt vevő nemzete volt. Az országot az olimpián 3 sportágban 6 sportoló képviselte, akik érmet nem szereztek. Pápua Új-Guinea első alkalommal vett részt az olimpiai játékokon.

## Atlétika
Férfi
| Versenyző          | Versenyszám | Előfutam | Előfutam | Előfutam | Negyeddöntő | Negyeddöntő | Negyeddöntő | Elődöntő | Elődöntő | Elődöntő | Döntő   | Döntő    |
| Versenyző          | Versenyszám | Idő      | Hely.    | Össz.    | Idő         | Hely.       | Össz.       | Idő      | Hely.    | Össz.    | Idő     | Helyezés |
| ------------------ | ----------- | -------- | -------- | -------- | ----------- | ----------- | ----------- | -------- | -------- | -------- | ------- | -------- |
| Wavala Kali        | 200 m       | 22,64    | 7.       | 40.      | kiesett     | kiesett     | kiesett     | kiesett  | kiesett  | kiesett  | kiesett | kiesett  |
| Wavala Kali        | 400 m       | 48,85    | 7.       | 38.      | kiesett     | kiesett     | kiesett     | kiesett  | kiesett  | kiesett  | kiesett | kiesett  |
| John Kokinai       | 5000 m      | 14:58,33 | 11.      | 34.      |             |             |             |          |          |          | kiesett | kiesett  |
| John Kokinai       | Maraton     |          |          |          |             |             |             |          |          |          | 2:41:49 | 59.      |
| Tau John Tokwepota | Maraton     |          |          |          |             |             |             |          |          |          | 2:38:04 | 56.      |
| Tau John Tokwepota | 10 000 m    | 32:26,96 | 14.      | 37.      |             |             |             |          |          |          | kiesett | kiesett  |

## Ökölvívás
| Versenyző     | Versenyszám | Selejtező                          | 32-es főtábla                                | Nyolcaddöntő               | Negyeddöntő       | Elődöntő          | Döntő             | Helyezés |
| Versenyző     | Versenyszám | Ellenfél Eredmény                  | Ellenfél Eredmény                            | Ellenfél Eredmény          | Ellenfél Eredmény | Ellenfél Eredmény | Ellenfél Eredmény | Helyezés |
| ------------- | ----------- | ---------------------------------- | -------------------------------------------- | -------------------------- | ----------------- | ----------------- | ----------------- | -------- |
| Zoffa Yarawi  | Papírsúly   |                                    | Venostos Ochira (UGA) · nem vett részt       | Jorge Hernández (CUB) · KO | kiesett           | kiesett           | kiesett           | 9.       |
| Tumat Sogolik | Harmatsúly  | Samuel Meck (CMR) · nem vett részt | Hvang Csholszun (Hwang Cheol-Sun) (KOR) · KO | kiesett                    | kiesett           | kiesett           | kiesett           | 17.      |

## Sportlövészet
Nyílt
| Versenyző     | Versenyszám | Pont | Helyezés |
| ------------- | ----------- | ---- | -------- |
| Trevan Clough | Trap        | 159  | 35.      |